# Мартин Стрел
Мартин Стрел (listen; род. 1 октомври 1954, Мокроног-Требелно, Югославия) е словенски плувец на свръхдълги дистанции. Установил е няколко световни рекорди в тази дисциплина.
Става първия човек на Земята, преплувал река Амазонка. Петдесетгодишният словенец преплува 5268 километра по най-пълноводната река в света, по 80 километра в течение на 66 дни. Стартира от извирането и в Перу и завършва пътешествието си в устието на реката около бразилския град Белен. Със своите действия спортистът иска да привлече вниманието на обществеността към проблема с изсичането на амазонските гори.
По-рано Мартин Стрел покорява река Дунав (разстояние от 504 километра с непрекъснато плуване в течение на 84 часа), Мисисипи (разстояние от 3800 километра за 68 дни), Яндзъ, а също Гибралтарския проток, за което влиза в „Книгата на рекордите Гинес“.
През 2009 година на екраните излиза документалният филм „Човекът от Голямата река“, разказващ за Стрел.

## Рекордите на Стрел
- Словения, река Кърка, 105 км, 1992 г.: първото му плуване в река. Изминава разстоянието за 28 часа.
- Словения, река Копла, 62 км, 1993 г.: плува 16 часа за каузата „Чиста река Копла“.
- Китай, Синята река, 7,2 км, 1992 г.: печели състезание, в което участват още 76 плувци. Завършва за 46,8 мин.
- Швейцария – Италия, Адриатическо море, между Лугано и Равена, 162,5 км, 1994 г.: Поставя нов световен рекорд за най-дълго плуване в море – 55 ч. и 11 мин.
- Словения, 1996 г.: за 24 часа в басейн преплува 78 км.
- Швейцария, 1996 г.: за 12 часа в басейн преплува 41,2 км [1]
- Италия – Словения, 100 км, 1996 г.: преплува разстоянието между Венеция и Порторож за 41 часа и 11 мин.
- Англия – Франция, Ла Манш, 35,2 км, 1997 г.: при невероятно силно течение, не успява да задържи правата линия на плуването си, което увеличава твърде много разстоянието му. Изминава 61 км за 16 ч. и 28 мин.
- Африка – Европа, между Тунис и Италия, 78 км, 1997 г.: първият, който плува по този маршрут. Изминава го без неопренов костюм за 29 ч. 36 мин. и 57 сек.
- Словения, река Мура, 36 км, 1998 г.: преплува разстоянието за 3 ч. и 20 мин.
- Словения, река Люблянска, 25 км: преплува я за 5 ч. и 45 мин.
- Италия, езеро Града, 64 км: преплува го за 21 ч., 27 мин. и 35 сек.
- Европа, река Дунав, в (10 държави), 3004 км, 25 юни – 23 август 2000 г.: Преплува реката за 58 дни. Нов световен рекорд за най-дълго плуване. Изминава реката от извора до естуара. За първи път влиза в „Книгата на рекордите на Гинес“.
- Европа, река Дунав, 2001 г.: изминава 504,5 км. без да спира за 84 ч. и 10 мин. – световен рекорд. Побеждава рекорда на аржентинеца Рикардо Хофман (481,5 км, 84 ч. и 37 мин.)
- САЩ, река Мисисипи, 3797 км, 4 юли – 9 септември 2002 г.: изминава разстоянието за 68 дни. За втори път влиза в „Книгата на Гинес“. За 68 дни организмът на Стрел преживява невероятен хипотермичен стрес. Въпреки това успява, а Сенатът на САЩ му дава Орден за значимо постижение.
- Аржентина, река Парана, 1930 км, 2003 г.: преплува разстоянието за 24 дни от водопада Игуасу до центъра на Буенос Айрес. Плува от изгрев до залез слънце – средно по 80 км на ден. Става първия човек, преплувал реката.
- Китай, река Яндзъ, 4003 км, 10 юни – 30 юли 2004 г.: след 51-дневна битка в мътните води на Жълтата река Стрел чупи рекорда си от Мисисипи и поставя нов рекорд за най-дълго плуване. Така попада за 3-ти път в „Книгата на рекордите на Гинес“. Плуването му се излъчва на живо по CCTV 9 на китайската национална телевиия.
- Южна Америка, река Амазонка, 5268 км, 1 февруари – 8 април 2007 г.: последното рекордно плуване на Мартин е най-опасното в света, завършва благополучно за 66 дни.